# Etichetta da vino

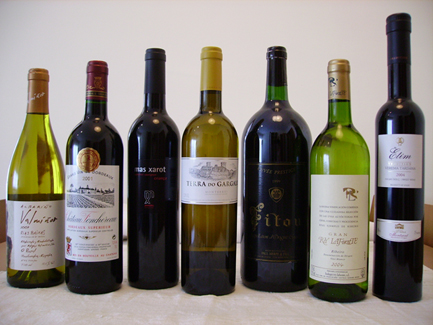
Bottiglie di vini europei

Una etichetta da vino è una etichetta di identificazione riportata su una bottiglia o altra confezione di vino generalmente in commercio. Costituisce una sorta di carta d'identità del vino, in quanto contiene tutti gli elementi necessari per identificare il prodotto a cui si riferisce.
Le norme in vigore parlano genericamente di "etichettatura". Nella pratica le diverse indicazioni e la designazione possono essere riportate sia nella sola etichetta propriamente detta sia anche nella cosiddetta controetichetta, che non è altro che una etichetta posta sul retro della bottiglia, "dietro" quella principale. Non va  dimenticato che i vini DOCG e i vini speciali richiedono anche la fascetta (contrassegno di Stato).
Le prime leggi in materia di etichettatura del vino sono state emanate a partire dagli anni Cinquanta.

## Aspetto
L'etichetta deve attestare qualcosa e risultare al tempo stesso avvincente e gradevole. Il procedimento a stampa indiretta non raggiunge i risultati della cromolitografia e della zincografia. La tematica delle etichette riguarda molteplici aspetti del territorio, della cronaca e della storia. In alcuni casi l'etichetta sembra rappresentare una ingerenza politica, dato che si trovano vini (e anche liquori) che recano curiose denominazioni: Liquore Stalin, Liquore Mussolini, Vino Don Camillo e Vino Peppone. Nelle etichette compaiono vedute di paesaggi, immagini di fattorie, di ville e di castelli, blasoni e stemmi nobiliari che figuravano in questi cartellini già nel secolo precedente. Nel venire incontro anche al collezionismo, si propongono tematiche presenti in alcune serie di francobolli: fiori, farfalle, gatti e perfino rettili. Hanno la suggestione delle réclames in quanto introducono un linguaggio pubblicitario che intende convincere il cliente all'acquisto.

## Legislazione europea
L'introduzione della nuova regolamentazione UE in materia vitivincola ovvero la OCM "Vino" (Regolamento Ce 479/2008 entrato in vigore il 1º agosto 2009 e da quella data poi confluito nel Reg. Ce 1234/07, "Regolamento Unico" dei Prodotti Agroalimentari) ha profondamente rinnovato la legislazione in materia di vino, ivi comprese le norme sull'etichettatura previgenti (in sostanza, il Reg. Ce 753/2002 attivo dall'agosto 2003).
Le norme ora in vigore sono il Regolamento (Ce) 607/2009 (riguardante le DOP e le IGP, le menzioni tradizionali, l'etichettatura e la presentazione di determinati prodotti vitivinicoli) nonché il Decreto legislativo 61/2010 (preceduto dal Decreto ministeriale del 23 dicembre 2009). In particolare, tutto il nuovo pacchetto normativo di cui sopra ha avuto definitiva implementazione operativa con il Decreto del 13 agosto 2012 (etichettatura e presentazione vini DOP e IGP ed altri prodotti vitivinicoli).
Tutte le designazioni previste nella legislazione precedente (in sostanza, la Legge nº164 del 10/2/1992 e i regolamenti Ce n. 1.493/99 e n. 753/02), rimaste in vigore-come fase transitoria-sino al 31 dicembre 2010, sono state abolite. Quindi i termini "vino da tavola" e le sigle VQPRD (nonché quelle specifiche VSQPRD, VSAQPRD, VLQPRD, VFQPRD), unitamente alle relative tipologie di vini, non sono più in vigore. Invece, sono state introdotte le designazioni (e relative sigle) DOP, IGP e, per gli spumanti, VS, VSQ, VSQA.
La nuova classificazione dei vini è:
- vino "generico";
- vino varietale (che è un vino generico con indicazione della varietà);
- vino IGT;
- vino DOC;
- vino DOCG.

Alcune indicazioni sono obbligatorie per qualsiasi tipologia di vino, altre sono specifiche per i vini DOP e IGP, mentre alcune sono obbligatorie solo per alcune tipologie (ad esempio, vini spumanti o vini "generici"). Ci sono poi le indicazioni facoltative che la legge prevede come possibili opzioni non vincolanti.
Bisogna anche notare che alcuni disciplinari (che, a tutti gli effetti, sono delle leggi) possono rendere obbligatorie alcune indicazioni che le norme generali lasciano come opzioni: un classico caso è il tenore zuccherino per i vini non spumanti.
Dal punto di vista della trattazione, le nuove norme suddividono il vino (e quindi l'etichetta) in due grandi classi: vini DOP (per l'Italia DOC e DOCG) o IGP (per l'Italia IGT) e vini senza DO/IG (vini "generici" e vini "varietali").
Il termine "vino generico" non esiste nella legislazione, in quanto esiste solo, al livello base della piramide, il termine "vino": si aggiunge, nella trattazione pratica, la qualifica "generico" o "comune" per specificare che un vino non è a DO/IG.
Alcuni disciplinari di vini DOP vietano espressamente l'indicazione in etichetta della categoria merceologica (vino, vino spumante, etc.) e, ad ogni modo, è da scoraggiarne l'uso, visto che così "si snatura" la peculiarità delle denominazioni.
Dal punto di vista del servizio e della presentazione di un vino è utile ricordare che è un errore iniziare con il "nome di fantasia" (se esistente) o dal nome del produttore. La corretta sequenza è: denominazione, eventuale sottodenominazione o menzione aggiuntiva o specifica tipologia di prodotto in seno alla denominazione, eventuale nome di fantasia (racchiusto tra virgolette), eventuale millesimo, nome azienda (che va sempre per ultimo). Ad esempio:
- Barolo DOCG, Cannubi, "Violoncello", 2002, Pinco Pallo (Cannubi è una menzione geografica aggiuntiva specifica di una sottozona della denominazione Barolo);
- Alto Adige DOC, Pinot Bianco, 2012, Pinco Pallo (la denominazione Alto Adige prevede molti vini a monovitigno);
- Marsala DOC Superiore Riserva Ambra Secco, "Il Deserto", 1999, Pinco Pallo (la denominazione Marsala ha diverse tipologie di evoluzione e gradazione tra cui il Superiore Riserva, di colore - ambra in questo caso - e di grado di dolcezza - in questo caso è la versione secca);
- Prosecco DOC, Treviso, rosé, extradry, Pinco Pallo (la DO Prosecco ha anche la sottozona Treviso e questa referenza è la versione rosé, di dolcezza extradry, non è millesimata e il produttore non gli ha dato un nome proprio);
- Frizzante Rosato, Pinco Pallo (è un vino generico, non può quindi riportare il millesimo, di categoria frizzante e, anche se non obbligatorio, è indicato il colore, senza nome di fantasia);
- Veneto IGT, Chardonnay, passito, 2013, "Fredda nebbia", Pinco Pallo (Veneto è una IG che prevede molti tipi di vino e menzioni, questa è la versione passita ma con menzione di uno specifico vitigno[1], millesimata e con nome di fantasia).

### Vini DOP e IGP
Indicazioni obbligatorie
- Nome del prodotto (che, in questo caso, coincide con la Denominazione di Origine o l'Indicazione Geografica)
- Dicitura "Denominazione di origine protetta" o "Indicazione geografica protetta" oppure, in sostituzione, le sigle tradizionali DOC/DOCG o IGT
- Titolo alcolometrico volumico (% vol)
- Origine e provenienza
- Imbottigliatore (nome e/o marchio + indirizzo)
- Indicazione del nome e indirizzo dell'importatore (solo per i vini confezionati extra UE)
- Indicazione “contiene solfiti”
- Lotto
- Quantità
- Altre indicazioni previste dai disciplinari (menzioni "riserva", "classico", "superiore", "novello", "uve stramature", "frizzante", etc.)

La legislazione italiana ha disposto che l'annata sia tra le indicazioni obbligatorie per i vini DOCG e DOC ad esclusione delle categorie di vini liquorosi, spumanti e frizzanti.
Indicazioni facoltative
- Nome di fantasia del vino e/o Marchio del produttore (ovviamente, non devono trarre in inganno il consumatore è tantomeno confondersi con altre denominazioni/indicazioni o menzioni comunque già protette in sede UE, si pensi al termine Champenoise)
- Categoria merceologica (vino, vino spumante, vino frizzante, etc.)
- Annata (solo per i vini IGP visto che per i DOP è obbligatoria)
- Tipologia rispetto al colore (rosso, bianco, rosato)
- Riferimenti di altri operatori coinvolti nella filiera
- Riferimenti all'azienda agricola con appellativi come "Castello" e simili, ma solo quando l'intera produzione vitivinicola sia all'interno della tenuta
- Logo comunitario relativo alla presenza di allergeni
- Uvaggio
- Tenore zuccherino (per i vini non spumanti) ovvero la tipologia di "versione": secco, abboccato, semidolce (ex amabile), dolce
- Indicazioni relative ai metodi di vinificazione e affinamento
- Simboli comunitari della DOP/IGP
- Indicazioni sulla sottodenominazione o sulla menzione "Vigna" o simili (solo nel caso delle DO)
- Modalità di conservazione
- Caratteristiche organolettiche
- Abbinamenti e temperatura di servizio
- Informazioni aggiuntive purché veritiere e dimostrabili
- Altro (ad esempio, adempimenti ambientali, segni per non vedenti, q code, etc.)

Qualora il disciplinare lo preveda, si può aggiungere la varietà come designazione specifica (sempre che il vitigno principale sia almeno l'85%). In questo caso, però, è da intendersi come specifica "tipologia-versione" di vino prevista dalla DO/IG ovvero un'indicazione obbligatoria.

### Vini Generici
- Categoria merceologica (vino, vino spumante, vino frizzante, etc.)
- Titolo alcolometrico volumico (% vol)
- Origine e provenienza
- Imbottigliatore (nome e/o marchio + indirizzo)
- Indicazione del nome e indirizzo dell'importatore (solo per i vini confezionati extra UE)
- Indicazione “contiene solfiti”
- Lotto
- Quantità

Per i vini varietali e, comunque ottemperando a precise prescrizioni di legge, si deve aggiungere il nome della varietà (posto che sia almeno l'85% dell'uvaggio). La scelta però è solo tra i seguenti vitigni, i cosiddetti internazionali, quindi nessuna varietà italiana: Cabernet franc, Cabernet sauvignon, Chardonnay, Merlot, Sauvignon, Syrah.
Indicazioni facoltative
- Nome di fantasia del vino e/o Marchio del produttore (ovviamente, non devono trarre in inganno il consumatore è tantomeno confondersi con le DO/IG)
- Annata (ma solo ottemperando a precise prescrizioni di legge)
- Tipologia rispetto al colore (rosso, bianco, rosato)
- Riferimenti di altri operatori coinvolti nella filiera
- Riferimenti all'azienda agricola con appellativi come "Castello" e simili, ma solo quando l'intera produzione vitivinicola sia all'interno della tenuta
- Logo comunitario relativo alla presenza di allergeni
- Tenore zuccherino (per i vini non spumanti) ovvero la tipologia di "versione": secco, abboccato, semidolce (ex amabile), dolce
- Indicazioni relative ai metodi di vinificazione e affinamento
- Modalità di conservazione
- Caratteristiche organolettiche
- Abbinamenti e temperatura di servizio
- Informazioni aggiuntive purché veritiere e dimostrabili
- Altro (ad esempio, adempimenti ambientali, segni per non vedenti, q code, etc.)

### Vini Spumanti
Le etichette degli spumanti devono, in aggiunta, indicare:
- il nome e l'indirizzo del produttore (ovvero chi ha elaborato lo spumante) e il nome e l'indirizzo del venditore. Oppure è possibile indicare un solo soggetto del circuito commerciale. Questo vale solo per i vini spumanti.
- Se lo spumante proviene da uve vinificate fuori italia, ma viene spumantizzato (rifermentato) in Italia, si può scrivere PRODOTTO IN ITALIA.
- il tenore zuccherino (espresso con i termini previsti dalle norme - brut, dry, ecc. - che, in pratica, delineano la "versione" di spumante, dal punto di vista del residuo di zucchero e quindi del "grado di dolcezza")
- la classificazione di vino spumante (VS, VSQ, VSQA), a parte i casi in cui il disciplinare della DO dispensi o vieti espressamente (per esempio nel Franciacorta) di utilizzare tali designazioni. Nel caso degli spumante aromatici DOP si omette la dizione VSQA

## Menzioni tradizionali
Definite le caratteristiche principali di ciò che appare sulle etichette, segue un elenco di quelle che sono state definite "menzioni tradizionali" che potranno comparire in sostituzione o unitamente al nome della DOC o DOCG. Da tenere ben presente che non sono elencate quelle menzioni che chiaramente indicano un vino specifico (ad esempio Cagnina per DOC Cagnina di Romagna, Falerio per DOC Falerio dei Colli Ascolani eccetera).

### Menzioni complementari tradizionali
- Landwein Indicazione Geografica per la provincia di Bolzano;
- Vin de Pays Indicazione Geografica della Regione Valle d'Aosta;
- Alberata Doc Aversa;
- Annoso Doc Controguerra;
- Apianum Doc Fiano di Avellino;
- Buttafuoco Doc Oltrepò Pavese;
- Ciaret Doc Monferrato;
- Chateau Doc Valle d'Aosta;
- Dunkel Doc Alto Adige e Doc Trentino;
- Fior D'Arancio Doc Colli Euganei;
- Flétri Doc Valle d'Aosta;
- Garibaldi Dolce Doc Marsala;
- Italia Particolare Doc Marsala;
- Klassisch Doc Caldano e Doc Alto Adige;
- Kretzer Doc Alto Adige, Doc Trentino e Doc Teroldego Rotaliano;
- Ramie Doc Pinerolese;
- Rebola Doc Colli di Rimini;
- Rubino Doc Marsala, Doc Rubino di Cantavenna e Doc Teroldego Rotaliano;
- Sangue di Giuda Doc Oltrepò Pavese;
- Torchiato Doc Colli di Conegliano;
- Vermiglio Doc Colli Etruria;
- Occhio di Pernice per le seguenti Doc, Bolgheri, Vin Santo di Carmignano, Colli dell'Etruria Centrale, Colline Lucchesi, Cortona, Elba, Montecarlo, Monteregio di Massa Marittima, San Gimignano, Sant'Antimo, Vin Santo del Chianti, Vin Santo del Chianti Classico, Vin Santo di Montepulciano.

### Menzioni tradizionali
- Amarone Docg Valpolicella;
- Cannellino di Frascati Docg ;
- Governo Toscano Docg Chianti, Docg Chianti Classico e Igt Toscana Centrale;
- Gutturnio Doc Colli Piacentini;
- Lacryma Christi Doc Vesuvio;
- Lambiccato Doc Castel San Lorenzo;
- Recioto Doc Valpolicella, Doc Gambellara e Docg Recioto di Soave;
- Sciacchetrà Doc Cinque Terre e Doc Riviera Ligure di Ponente;
- Sforzato o Sfurzat Docg Valtellina Superiore;
- Torcolato Doc Breganze;
- Vin Santo o Vino Santo per le seguenti Doc e Docg: Bianco dell'Empolese, Bianco della Valdinievole, Bianco Pisano di San Torpé, Bolgheri, Candia dei Colli Apuani, Capalbio, Carmignano, Colli dell'Etruria Centrale, Colline Lucchesi, Colli del Trasimeno, Colli Perugini, Colli Piacentini, Cortona, Elba, Gambellara, Montecarlo, Monteregio di Massa Marittima, Montescudaio, Offida, Orcia, Pomino, San Gimignano, Sant'Antimo, Val d'Arbia, Val di Chiana, Vin Santo del Chianti, Vina Santo del Chianti Classico, Vin Santo di Montepulciano, Trentino.